# فرنان فوکونیه
فرنان فوکونیه (فرانسوی: Fernand Fauconnier‎; ۱۴ آوریل ۱۸۹۰ – ۲۸ آوریل ۱۹۴۰) ژیمناست هنری اهل فرانسه بود.